# 8 июня
8 июня — 159-й день года (160-й в високосные годы) по григорианскому календарю.
До конца года остаётся 206 дней.
До 15 октября 1582 года — 8 июня по юлианскому календарю, с 15 октября 1582 года — 8 июня по григорианскому календарю.
В XX и XXI веках соответствует 26 мая по юлианскому календарю.

## Праздники и памятные дни
См. также: Категория:Праздники 8 июня

### Международные
- ООН — Всемирный день океанов (2009)

### Национальные
- Россия — День социального работника (2000)
- Карелия — День Республики
- Остров Норфолк — День «Баунти» (1856)

### Религиозные
Коптская церковь
- память мученика Абулака[2]

 Православие
- память мученика Аверкия и мученицы Елены (I)
- память апостолов от семидесяти Карпа и Алфея[5] (I)
- память преподобного Иоанна Психаита, исповедника (IX)
- память мученика Георгия Нового (1515)[6]
- обре́тение мощей преподобного Макария, игумена Калязинского, чудотворца (1521)
- память преподобного Варлаама Хутынского (переходящее празднование в 2018 году)
- празднование в честь иконы Божией Матери «Знамение» Курская-Коренная (переходящее празднование в 2018 году)
- празднование в честь Табынской иконы Божией Матери (переходящее празднование в 2018 году)

### Именины
- Католические: Максим, Медард.
- Православные: Аверкий, Александр, Алфей, Георгий (Егор, Юрий), Елена, Иван, Карп, Макар.

## События
См. также: Категория:События 8 июня

### До XIX века
- 218 — битва при Антиохии между войсками императора Макрина и сторонниками четырнадцатилетнего Гелиогабала, претендента на престол, закончившаяся победой легионов последних.
- 632 — смерть пророка Мухаммеда (традиционная дата). Соответственно, 8-9 июня праведным халифом стал Абу Бакр ас-Сиддик[7][8].
- 1509 — капитулировала Пиза, осаждённая войсками Флорентийской республики. Пизанская республика прекратила своё существование.
- 1658 — битва при Самугаре (29 мая по старому стилю)[9].
- 1735 — русский вспомогательный корпус выступил в поход на Рейн, для соединения с австрийской армией в войне против французов.
- 1758
  - В ходе Семилетней войны на Североамериканском театре англичане начали осаду Луисбурга.
  - На заседании Королевского общества английский оптик Джон Доллонд сообщил о создании им ахроматических объективов для зрительных труб.
- 1776 — в ходе Войны за независимость США произошла битва при Труа-Ривьер[фр.].
- 1783 — вулкан Лаки в Исландии начал своё восьмимесячное извержение, которое оказалось самым крупным лавовым извержением в истории. Погибло около 10 тысяч человек (20 % населения Исландии). Период, последовавший за извержением, известен как бедствия в тумане.
- 1786 — в Нью-Йорке впервые поступило в продажу мороженое.
- 1794 — в Париже на Марсовом поле состоялся публичный общественный праздник в честь Культа Верховного Существа, где с речью выступил Робеспьер.

### XIX век
- 1815 — заключительный акт решений Венского конгресса утвердил V ст. российско-австро-прусского договора об образовании в составе Российской империи Царства Польского.
- 1824 — Ноа Кашинг (Noah Cushing) из Квебека запатентовал одну из ранних стиральных машин[10].
- 1829 — первый английский муниципальный бассейн в окрестностях Лондона открыт в Ливерпуле.
- 1843 — начало строительства Николаевской железной дороги (линия Петербург-Москва, ныне Октябрьская железная дорога).
- 1861 — на референдуме две трети избирателей штата Теннесси проголосовали за выход из США.
- 1862 — в ходе Гражданской войны в США произошло сражение при Кросс-Кейс, закончившееся победой южан.
- 1869 — Айвз Макгаффи (Ives W. McGaffey) из Чикаго запатентовал модель подметательной машины — один из ранних пылесосов[11][12].

### XX век
- 1912 — в Лос-Анджелесе учреждена киностудия «Universal».
- 1920 — образована Карельская трудовая коммуна (автономное областное объединение), предшественница нынешней Республики Карелии.
- 1922 — начало в Москве процесса по делу правых эсеров.
- 1924 — Британская экспедиция на Джомолунгму: на высочайшей вершине мира пропали британские альпинисты Эндрю Ирвин и Джордж Мэллори.
- 1928
  - Русский богослов и философ Павел Флоренский приговаривается к трём годам ссылки.
  - Совершён первый авиаперелёт из США в Австралию.
- 1930 — в результате дворцового переворота в Румынии малолетний король Михай I был свергнут, а на освободившийся трон под именем Кароля II воссел его отец.
- 1934 — в СССР вводится уголовная ответственность родственников подсудимых за недонесение о состоявшемся или планируемом «государственном преступлении»[13]. В число государственных преступлений внесён побег за границу СССР.
- 1940
  - В ходе операции «Juno» в Норвежском море германские линейные крейсеры «Шарнхорст» и «Гнейзенау» уничтожили британский авианосец «Глориес» и два сопровождавших его эсминца «Акаста» и «Ардент».
  - Объявлено об открытии нептуния, 93-го элемента в таблице периодических элементов.
- 1941 — начало операции «Экспортёр» — стратегических военных действий вооружённых сил Великобритании и «Сражающейся Франции» против вишистской Франции в ходе Второй мировой войны с целью установления контроля над французскими колониями Сирией и Ливаном.
- 1943 — внутренний взрыв уничтожил японский линкор «Муцу», более 1100 жертв.
- 1946
  - Лондонский парад Победы.
  - Основана Международная организация журналистов (МОЖ).
- 1947 — впервые открывается судоходство по всему Днепру.
- 1948 — под руководством И. В. Курчатова в Челябинске-40 (ныне Озёрск) осуществляется пуск первого отечественного промышленного ядерного реактора.
- 1949 — в Лондоне (а спустя 5 дней и в Нью-Йорке) тиражом 25 500 экземпляров вышел в свет роман Джорджа Оруэлла (George Orwell) «1984».
- 1950 — в Праге чешским судом приговорена к казни лидер чешских социал-демократов Милада Горакова.
- 1958 — сборная СССР по футболу провела свой первый матч на чемпионатах мира, сыграв с Англией вничью 2:2.
- 1960 — убийца Льва Троцкого Рамон Меркадер получает в Кремле золотую звезду и Героя Советского Союза.
- 1962 — лондонский New Musical Express опубликовал первый хит-парад альбомов.
- 1963 — американские кардиологи объявили первую кампанию против курения.
- 1964 — Исландия становится членом ЮНЕСКО.
- 1965 — американские компании «Фрито-Лей» и «Пепси-Кола» объединились, образовав компанию PepsiCo.
- 1966 — в СССР учреждается Общество охраны памятников истории и культуры.
- 1967 — в ходе Шестидневной войны израильскими истребителями и торпедными катерами в международных водах Средиземного моря атаковано судно ВМС США «Либерти»
- 1972 — во время Войны во Вьетнаме сделали фото «Напалмовая девочка».
- 1974 — Рик Уэйкман решил оставить группу Yes и начать сольную карьеру. Спустя два года он вновь присоединится к группе. И так будет происходить не раз.
- 1978 — А. И. Солженицын перед Ассамблеей выпускников Гарварда (20000 человек) произнёс речь «Расколотый мир», которая транслировалась телевидением США.
- 1982 — катастрофа Boeing 727 под Форталезой — на то время крупнейшая авиакатастрофа в Бразилии.
- 1983 — после отрыва пропеллера третьего двигателя самолёт Lockheed L-188C Electra компании Reeve Aleutian Airways (RAA)[англ.] совершил аварийную посадку в аэропорту Анкориджа. Никто из находившихся на борту 15 человек не пострадал.
- 1984 — в Гильдию киноактёров США почётным членом принят диснеевский утёнок Дональд Дак.
- 1990 — Съезд народных депутатов России проголосовал за приоритет российских законов над законодательством СССР.

### XXI век
- 2001 — массовое убийство в Осаке, 8 погибших.
- 2002 — после ремонта в Киеве открылся кинотеатр «Киевская Русь» с самым большим экраном среди кинотеатров стран бывшего СССР.
- 2004
  - Прохождение Венеры по диску Солнца.
  - Под Либревилем произошла катастрофа самолёта Hawker Siddeley HS 748, погибло 19 человек.
- 2011 — в Беларуси начались акции протеста под названием «Революция через социальные сети».
- 2020 — в Сиэтле создана Автономная зона Капитолийского холма во время протестов США 2020 года.

## Родились
См. также: Категория:Родившиеся 8 июня

### До XIX века
- 862 — Си-цзун (ум. 888), 21-й император династии Тан (873—888).
- 1593 — Дьёрдь I Ракоци (ум. 1648), трансильванский князь из венгерского кальвинистского рода Ракоци (1630—1648).
- 1594 — Готфрид-Генрих Паппенгейм (ум. 1632), немецкий граф, главнокомандующий войсками Католической лиги в Тридцатилетней войне.
- 1625 — Джованни Кассини (ум. 1712), итальянский астроном, академик Парижской АН.
- 1638 — Пьер Маньоль (ум. 1715), французский ботаник, один из основоположников систематики растений.
- 1671 — Томазо Альбинони (ум. 1751), итальянский композитор и скрипач.
- 1745 — Каспар Вессель (ум. 1818), норвежско-датский математик и картограф.
- 1757 — Эрколе Консальви (ум. 1824), итальянский куриальный кардинал, дипломат, советник папы Пия VII.
- 1784 — Мари Карем (ум. 1833), французский кулинар, придворный повар Талейрана и Александра I.

### XIX век
- 1810 — Роберт Шуман (ум. 1856), немецкий композитор, музыкальный критик, педагог.
- 1823 — Джузеппе Фиорелли (ум. 1896), итальянский политический деятель, археолог, нумизмат.
- 1829 — Джон Эверетт Милле (ум. 1896), английский живописец, один из основателей Братства прерафаэлитов.
- 1832 — Александр Аксаков (ум. 1903), русский публицист, переводчик, издатель.
- 1837
  - граф Илларион Воронцов-Дашков (ум. 1916), русский государственный и военный деятель.
  - Иван Крамской (ум. 1887), русский живописец и рисовальщик, художественный критик.
- 1867 — Фрэнк Ллойд Райт (ум. 1959), американский архитектор.
- 1878 — Иван Марьяненко (ум. 1962), актёр театра и кино, театральный педагог, народный артист СССР.
- 1890 — Никандр Ханаев (ум. 1974), оперный певец (тенор), народный артист СССР.
- 1893 — Марк Кирнарский (ум. 1941), советский художник-график, иллюстратор.
- 1895 — Сантьяго Бернабеу (ум. 1978), владелец и президент мадридского «Реала», именем которого назван стадион в Мадриде.

### XX век
- 1903 — Маргерит Юрсенар (ум. 1987), французская писательница, первая женщина, избранная членом Французской академии.
- 1910 — Джон Вуд Кэмпбелл (ум. 1971), американский писатель-фантаст.
- 1913 — Эн Ричард Нэш (ум. 2000), американский драматург, сценарист и писатель-романист.
- 1916
  - Луиджи Коменчини (ум. 2007), итальянский кинорежиссёр.
  - Фрэнсис Крик (ум. 2004), британский молекулярный биолог, биофизик и нейробиолог, лауреат Нобелевской премии (1962).
- 1918
  - Борис Дуленков (ум. 1992), кинохудожник, народный художник РСФСР.
  - Роберт Престон (ум. 1987), американский актёр театра и кино, певец.
- 1920 — Иван Кожедуб (ум. 1991), советский лётчик-истребитель, трижды Герой Советского Союза.
- 1925
  - Барбара Буш (ум. 2018), супруга 41-го президента США Джорджа Буша-старшего.
  - Гурий Марчук (ум. 2013), специалист в области вычислительной математики, физики атмосферы, геофизики, президент АН СССР (1986—1991), Герой Социалистического Труда.
- 1926 — Олег Кошевой (расстрелян в 1943), руководитель «Молодой гвардии» в Краснодоне (1942—1943), Герой Советского Союза (посмертно).
- 1927 — Артур Эйзен (ум. 2008), оперный певец (бас), народный артист СССР.
- 1928 — Эдуард Яворский (ум. 2012), советский и украинский музыковед и либреттист, заслуженный деятель искусств Украины.
- 1930
  - Роберт Ауман, израильский и американский математик, экономист, лауреат Нобелевской премии по экономике (2005).
  - Бу Видерберг (ум. 1997), шведский кинорежиссёр.
- 1934 — Рагнар Сканокер, шведский стрелок из пистолета, олимпийский чемпион (1972), участник семи Олимпийских игр.
- 1939 — Норман Дэвис, британский историк.
- 1940 — Нэнси Синатра, американская певица и актриса, дочь Фрэнка Синатры.
- 1943
  - Колин Бейкер, английский актёр телевидения, кино и театра.
  - Вилли Дэвенпорт (ум. 2002), американский легкоатлет, бегун, олимпийский чемпион (1968).
- 1947
  - Валерий Андреев (ум. 2010), советский и российский историк.
  - Эрик Вишаус, американский биолог, лауреат Нобелевской премии по физиологии или медицине (1995).
  - Владимир Максимчук (ум. 1994), один из руководителей ликвидации пожара на Чернобыльской АЭС, Герой России.
  - Сара Парецки, американская писательница, автор детективных произведений.
- 1949 — Эмануэль Акс, американский пианист польского происхождения, педагог.
- 1950
  - Кэти Бейкер, американская актриса, обладательница «Золотого глобуса», «Эмми» и др. наград.
  - Сония Брага, бразильская и американская актриса.
- 1951 — Бонни Тайлер (урожд. Гейнор Хопкинс), британская рок-певица.
- 1952 — Пауль Хильдгартнер, итальянский саночник, двукратный олимпийский чемпион.
- 1953 — Иво Санадер, хорватский политик и государственный деятель, премьер-министр Хорватии (2003—2009).
- 1954 — Йохен Шюман, немецкий яхтсмен, трёхкратный олимпийский чемпион.
- 1955
  - сэр Тим Бернерс-Ли, английский учёный, изобретатель Всемирной паутины.
  - Хосе Антонио Камачо, испанский футболист, серебряный призёр чемпионата Европы (1984), тренер.
- 1958 — Кинен Айвори Уэйанс, американский кинорежиссёр, сценарист и актёр.
- 1960 — Мик Хакнелл, английский рок-певец, автор песен, фронтмен группы Simply Red.
- 1962 — Ник Роудс (наст. имя Николас Джеймс Бэйтс), основатель и клавишник британской группы Duran Duran.
- 1966 — Джулианна Маргулис, американская актриса, обладательница «Золотого глобуса», трёх премий «Эмми», др. наград.
- 1968 — Торстен Гуче, немецкий гребец-байдарочник, трёхкратный олимпийский чемпион, 11-кратный чемпион мира.
- 1970
  - Юлия Ауг, советская и российская актриса и режиссёр театра, кино и дубляжа, сценарист.
  - Келли Уильямс, американская актриса.
  - Тереза Штрассер, американская актриса, писательница, сценарист, кинопродюсер, телеведущая.
- 1972 — Александр Красовицкий, российский музыкант, солист питерской рок-группы «Animal ДжаZ».
- 1973 — Лекса Дойг, канадская актриса.
- 1975 — Шилпа Шетти, индийская киноактриса и модель.
- 1976 — Линдсей Дэвенпорт, американская теннисистка, экс-первая ракетка мира, олимпийская чемпионка (1996).
- 1977 — Канье Уэст, американский рэп-исполнитель, продюсер, автор песен.
- 1978 — Мария Менунос, американская актриса, телеведущая и журналистка.
- 1980 — Екатерина Вуличенко, российская актриса кино, театра и телевидения.
- 1982 — Надежда Петрова, российская теннисистка, бронзовый призёр Олимпийских игр (2012).
- 1983 — Ким Клейстерс, бельгийская теннисистка, победительница турниров Большого шлема, экс-первая ракетка мира.
- 1984
  - Торри Девито, американская актриса кино и телевидения, скрипачка, бывшая фотомодель.
  - Хавьер Маскерано, аргентинский футболист, двукратный олимпийский чемпион (2004 и 2008).
- 1985 — Софья Великая, российская фехтовальщица на саблях, двукратная олимпийская чемпионка (2016 и 2020), многократная чемпионка мира и Европы.
- 1986
  - Андрей Секера, словацкий хоккеист, серебряный призёр чемпионата мира (2012).
  - Иван Штыль, российский гребец-каноист, 17-кратный чемпион мира, 9-кратный чемпион Европы.
- 1988 — Камиль Гросицкий, польский футболист.
- 1997 — Елена Остапенко, латвийская теннисистка, победительница Открытого чемпионата Франции (2017).

### XXI век
- 2002 — Атинг Му, американская бегунья, двукратная олимпийская чемпионка (2020), чемпионка мира (2022).
- 2004 — Франческа Капальди, американская юная актриса.

## Скончались
См. также: Категория:Умершие 8 июня

### До XIX века
- 218 — Макрин (р. ок. 164), римский император.
- 632 — Мухаммед (р. 570), пророк, основатель ислама (традиционная дата)[14].
- 1376 — Эдуард Плантагенет («Чёрный Принц», р. 1330), принц Уэльский.
- 1701 — Филипп I Орлеанский (р. 1640), сын Людовика XIII Французского и Анны Австрийской, родоначальник Орлеанской ветви дома Бурбонов.
- 1768 — Иоганн Иоахим Винкельман (р. 1717), немецкий искусствовед, основоположник современных представлений об античном искусстве.
- 1794 — Готфрид Август Бюргер (р. 1747), немецкий поэт.
- 1795 — Людовик XVII (р. 1785), дофин Франции, сын Людовика XVI и Марии Антуанетты.

### XIX век
- 1831 — Сара Сиддонс (р. 1755), английская трагическая актриса.
- 1845 — Эндрю Джексон (р. 1767), 7-й президент США (1829—1837), один из основателей Демократической партии.
- 1865 — Джозеф Пакстон (р. 1803), английский архитектор, создатель Хрустального дворца в Лондоне.
- 1876 — Жорж Санд (настоящее имя Амандина Аврора Дюпен, р. 1804), французская писательница.
- 1879 — Анна Керн (урожд. Полторацкая; р. 1800), русская дворянка, современница А. С. Пушкина.
- 1889 — Джерард Хопкинс (р. 1844), английский поэт.

### XX век
- 1924 — Джордж Мэллори (р. 1886), английский альпинист.
- 1926 — Андрей Соболь (р. 1888), русский писатель.
- 1929 — Блисс Кармен (р. 1861), канадский поэт.
- 1933 — Галиаскар Камал (р. 1879), татарский советский драматург, публицист, общественный деятель.
- 1945
  - Робер Деснос, (р. 1900), французский поэт, писатель и журналист.
  - Пантелеймон Голосов (р. 1882), советский архитектор.
- 1961 — Павла Вульф (р. 1878), российская актриса, заслуженная артистка Республики, учитель Фаины Раневской.
- 1970 — Абрахам Харольд Маслоу (р. 1908), американский психолог, основатель гуманистической психологии.
- 1974 — Борис Балтер (р. 1919), русский советский писатель, переводчик, сценарист.
- 1975 — Мюррей Лейнстер (р. 1896), американский писатель-фантаст.
- 1980 — Эрнст Буш (р. 1900), немецкий актёр театра и кино, коммунист.
- 1981 — Шовкет Мамедова (р. 1897), азербайджанская оперная певица, педагог, народная артистка СССР.

### XXI век
- 2007
  - Богомил Райнов (р. 1919), болгарский поэт, писатель, искусствовед, общественный деятель.
  - Ричард Рорти (р. 1931), американский философ.
- 2009 — Омар Бонго Ондимба (р. 1935), президент Габона (1967—2009).
- 2011 — Анатоль Абрагам (р. 1914), французский физик, первооткрыватель ядерного антиферромагнетизма.
- 2015
  - Джуна (настоящее имя Евгения Давиташвили, р. 1949), целитель, астролог.
  - Валерий Левенталь (р. 1938), театральный художник, сценограф, педагог, народный художник СССР.
- 2017 — Гленн Хидли (р. 1955), американская актриса, двукратная номинантка на премию «Эмми»

## Приметы
День Карпа-карполова
- «На Карпа хорошо коропы (карпы) ловятся», поэтому день удачный для рыбалки.
- Как и на Симона Столпника, советовали в этот день идти к цветущему шиповнику, дышать лечебным воздухом — всю худобу излечит.
- Под куст ставили горшки из-под молока: «избывала землица духоту из посуды, и молоко не скисало».
- Если в этот день много комаров — последние дни месяца будут тёплыми, но дождливыми[15].